# Bhikangaon
Bhikangaon é uma cidade e uma nagar panchayat no distrito de West Nimar, no estado indiano de Madhya Pradesh.

## Geografia
Bhikangaon está localizada a 21° 52′ N, 75° 57′ L. Tem uma altitude média de 278 metros (912 pés).

## Demografia
Segundo o censo de 2001, Bhikangaon tinha uma população de 14 297 habitantes. Os indivíduos do sexo masculino constituem 52% da população e os do sexo feminino 48%. Bhikangaon tem uma taxa de literacia de 69%, superior à média nacional de 59,5%; a literacia no sexo masculino é de 75% e no sexo feminino é de 62%. 15% da população está abaixo dos 6 anos de idade.